# Bedellia autoconis
Bedellia autoconis is een vlinder uit de familie van de venstermineermotten (Bedelliidae). De wetenschappelijke naam van de soort is voor het eerst geldig gepubliceerd in 1930 door Meyrick.